# Zabłocie (gmina w województwie lubelskim)
Zabłocie (alt. Zabłoć) – dawna gmina wiejska istniejąca w latach 1809–1954 na Lubelszczyźnie. Siedzibą gminy było Zabłocie.
Gmina Dobryń powstała w 1809 roku w Księstwie Warszawskim. Po podziale Królestwa Polskiego na powiaty i gminy z początkiem 1867 roku gmina Zabłocie weszła w skład w powiatu bialskiego w guberni siedleckiej (w latach 1912–1915 jako część guberni chełmskiej). Gmina składała się z 13 wsi: Dobromyśl, Olszanki, Jabłeczna, Parośla-Pniski, Liszna, Mościce Dolne, Nowosiółki, Zabłocie, Zalewsze, Leniuszki, Szostaki, Terebiski i Wólka Zabłocka.
W 1919 gmina weszła w skład woj. lubelskiego. Podczas okupacji gmina należała do dystryktu lubelskiego (w Generalnym Gubernatorstwie). Po wojnie w skład gminy weszła niewielka eksklawa przedwojennej gminy Miedna powiatu brzeskiego, położonej na terenie gminy Zabłocie (niedaleko wsi Szostaki). Eksklawa ta była jedną z trzech niewielkich skrawków woj. poleskiego, które w 1945 roku pozostały w Polsce.
Według stanu z dnia 1 lipca 1952 roku gmina Zabłocie składała się z 15 gromad. Jednostka została zniesiona 29 września 1954 roku wraz z reformą wprowadzającą gromady w miejsce gmin. Z obszaru gminy utworzono Gromadzkie Rady Narodowe w Jabłecznej, Kodniu i Zabłociu. Po reaktywowaniu gmin z dniem 1 stycznia 1973 roku gminy Zabłocie nie przywrócono.